# 東比格斯 (加利福尼亞州)
東比格斯（英語：East Biggs）是位於美國加利福尼亞州比尤特縣的一個非建制地區。該地的面積和人口皆未知。

## 地理
東比格斯的座標為39°24′55″N 121°39′14″W / 39.41528°N 121.65389°W，而該地的平均海拔高度為37米（即121英尺）。